# Skivtaklök
Skivtaklök (Aeonium tabuliforme) är en suckulent växt inom släktet Aeonium och familjen fetbladsväxter. Skivtaklök bildar kompakta, flata bladsamlingar vid markytan, och en enda bladrosett kan innehålla över 100 gröna, spatelformade blad. De små gula blommorna sitter i klasar på stänglar som blir upp till 50 centimeter höga. Bladrosetten dör sedan den blommat.
Namnet Aeonium är ett gammalt namn som användes av Dioscorides på en växt som liknar trädtaklöken. Tabuliforme betyder skivformig och syftar på den flata bladrosetten.

## Förekomst
Skivtaklök kommer ursprungligen från Kanarieöarna där de växer på bergväggar och liknande.

## Odling
Skivtaklök vill ha ljus och klarar även direkt sol. Skivtaklök är en suckulent och kan därmed lagra vatten i bladen. Den tål torka bra och jorden bör få torka upp mellan vattningarna. Vattnas rejält vid varje vattning. När bladrosetten blivit så stor att den mer eller mindre täcker jorden i krukan sker vattning lämpligen på fatet. Den kräver inte mycket näring, och det räcker att vattna med svag näringslösning en gång i månaden från vår till höst. Normal rumstemperatur lämpar sig bra under växtperioden. Bäst under vintern är om temperaturen kan ligga mellan 10 och 15°C. Ju svalare placering desto viktigare är det att man är sparar med vattningen och att jorden verkligen får torka ut ordentligt mellan vattningarna. Skivtaklöken kan stå utomhus på sommaren, men bör placeras på skyddad plats under regniga perioder. Omplantering görs på våren vid behov, men krukan ska inte vara för stor, och jorden måste vara väl dränerad med extra sand och Lecakulor.
Skivtaklök förökas med bladsticklingar som får ligga och torka någon dag innan plantering.
- Wikimedia Commons har media som rör Skivtaklök.